# NGC 6535
NGC 6535 (другое обозначение — GCL 83) — шаровое скопление в созвездии Змея.
Этот объект входит в число перечисленных в оригинальной редакции «Нового общего каталога».